# スコット郡 (アイオワ州)
スコット郡（英: Scott County）は、アメリカ合衆国アイオワ州に位置する郡である。人口は17万4669人（2020年）。郡庁所在地はダベンポートである。郡名は米墨戦争の英雄であるウィンフィールド・スコットに因んで名付けられた。

## 地理
アメリカ合衆国統計局によると、この郡は総面積1,213 km2 (468 mi2) である。このうち1,186 km2 (458 mi2) が陸地で27 km2 (10 mi2) が水地域である。総面積の2.19%が水地域となっている。

### 隣接する郡
- クリントン郡 (北)
- イリノイ州ロックアイランド郡 (東、南)
- マスカティン郡 (南西)
- シーダー郡 (北西)

## 人口動勢
2000年国勢調査で、この郡は人口158,668人、62,334世帯、及び41,888家族が暮らしている。人口密度は134/km2 (346/mi2) である。55/km2 (143/mi2) の平均的な密度に65,649軒の住宅が建っている。この郡の人種的な構成は白人88.54%、アフリカン・アメリカン6.11%、先住民0.32%、アジア1.58%、太平洋諸島系0.02%、その他の人種1.64%、及び混血1.80%である。ここの人口の4.06%はヒスパニックまたはラテン系である。

2000年国勢調査に基づくスコット郡の人口ピラミッド

この郡内の住民は26.50%が18歳未満の未成年、18歳以上24歳以下が9.30%、25歳以上44歳以下が29.40%、45歳以上64歳以下が23.00%、及び65歳以上が11.80%にわたっている。中央値年齢は35歳である。女性100人ごとに対して男性は95.80人である。18歳以上の女性100人ごとに対して男性は92.50人である。
この郡の世帯ごとの平均的な収入は42,701米ドルであり、家族ごとの平均的な収入は52,045米ドルである。男性は38,985米ドルに対して女性は25,456米ドルの平均的な収入がある。この郡の一人当たりの収入 (per capita income) は21,310米ドルである。人口の10.50%及び家族の7.70%は貧困線以下である。全人口のうち18歳未満の13.70%及び65歳以上の5.80%は貧困線以下の生活を送っている。

## 都市及び町
- ダベンポート
- ベッテンドーフ (Bettendorf)
- ブルーグラス (Blue Grass)
- バッファロー (Buffalo)
- ロンググローブ (Long Grove)
- ニューリバティ (New Liberty)
- パノラマパーク (Panorama Park)
- プリンストン (Princeton)
- Dixon
- Donahue
- Eldridge
- Le Claire
- Maysville
- McCausland
- Park View
- Riverdale
- Walcott